# زرنگ (سیستان)
زَرَنگ، شهری تاریخی در سیستان است. این شهر مرکز سرزمین سیستان پیش از اسلام تا اواخر سده هشتم بود. نام زرنگ برگرفته از نام باستانی سرزمین سیستان است که در کتیبه‌های دوره هخامنشی (حک: ۵۵۹–۳۳۱ق م)، مانند بیستون، تخت جمشید، و نقش رستم، به صورت زَرْکا و در فارسی میانه، زَرَنگیانا ضبط شده است.

## موقعیت جغرافیایی
مکان دقیق زرنگ به درستی مشخص نیست. تاکنون چند ویرانه، که به فاصله نسبتآ کمی از یکدیگر قرار دارند، جایگاه شهر باستانی زرنگ دانسته شده، که دو ویرانه، باتوجه به وسعت و آثار تاریخی به دست آمده از آنها و نیز انطباق با راه‌های تاریخی، بیشتر مورد توجه واقع شده‌اند: یکی ویرانه‌های زاهدان کهنه واقع در سیستان ایران است، که در آن قسمت‌های مختلفی از یک شهر بزرگ قدیم باقی مانده، ازجمله یک کهندژ، سه ارگ، شارستان و برج و بارو؛ همچنین مقادیر زیادی جواهرات و سنگهای قیمتی، مجسمه‌ها و سرستونهای سنگی، ظروف و چراغهای سفالین روغنی و کتیبه‌هایی از دوره اسلامی نیز در آنجا به دست آمده است.
دیگری ویرانه‌های واقع در نادعلی که واقع در سیستان افغانستان است، در دوازده کیلومتری قلعه کَنگ، که در این محوطه باستانی، در پای تپه بالاحصار آثاری از دیوارها و دروازه‌های شهری بزرگ باقی مانده و مقادیر زیادی ظروف سفالی و سنگی، اشیای فلزی و ابزار جنگی از دوره‌های پیش و پس از اسلام به دست آمده است.
راولینسون مکان‌های احتمالی دیگری نیز برای زرنگ سیستان مشخص کرده است.

## بنای زرنگ
برپایه روایات افسانه‌ای، زرنگ به فرمان گرشاسب (آخرین پادشاه پیشدادی) ساخته شد و بعدها بهمن (پسر اسفندیار) آن را بازسازی کرد و به تدریج سیستان نامیده شد.
نویسنده گمنامی در رساله کوچکی به نام شهرستان‌های ایران که یک متن پهلوی است از بانیان شهرهای ایران نام برده است. وی از زرنگ چنین یاد کرده است «شهرستان زرنگ را نخست افراسیاب گجسته (ملعون) تورانی ساخت. او آتش پیروزگر کرگوگ بدان جا نشانید. او منوچهر را به پذشخوارگر فرستاد و سپندارمذ (فرشته موکل زمین) را به زنی خواست و سپندارمذ به زمین (با او) بیامیخت. او شهرستان را ویران کرد و آتش را بیفسرد و سپس کیخسرو پسر سیاوش شهرستان را دوباره ساخت و آتش کرگوگ را دوباره برپا کرد و اردشیر پسر پاپک شهرستان را به پایان رسانید».
از منابع پیش از ساسانیان (حک: ح ۲۲۶ـ ح ۶۵۲م)، اطلاع چندانی از وجود شهر زرنگ به دست نمی‌آید. در این میان، پلینیوس، در وصف شهرهای منطقه‌ای به نام پروفتاسیا، در جنوب شرقی ایران، از زرنگی و درنکی در کنار یکدیگرـ یاد کرده است، که شاید اشاره‌ای به شهر زرنگ باشد.
بااین حال این نکته را نیز نباید نادیده گرفت که ایزیدور خاراکسی، جغرافی‌دان سده اول پیش از میلاد (ص ۹)، دو شهر عمده منطقه زرنگیانا را پارین و کوروک ذکر کرده است و نه زرنج یا ضبطی مشابه زرنگیانا. بنابر منابع جغرافیایی اسلامی، حیات زرنگ، چون دیگر شهرهای سیستان، وابسته به جریان رود هیرمند و انشعابات آن بود. شهر زرنگ در کنار سَنارود، یکی از انشعابات پرآب هیرمند، قرار داشت. این رود پس از عبور از میان شهر زرنگ به دریاچه زَره در شمال غربی شهر می‌ریخت.
ظاهرآ هسته اولیه زرنگ نیز درپی تغییر مسیر رود هیرمند شکل گرفته، به طوری که تغییر مسیر رود موجب نرسیدن آب کافی به رام شهرستان (از مراکز سیستان) و مهاجرت شهروندان آن به مکان شهر زرنج شده است. کریستن سن سکاها را شهروندانِ نخستین زرنج در دوره ساسانیان دانسته است. به نظر می‌رسد زمان این رخداد در اواخر دوره اشکانیان (حک: ح ۲۵۰ق م ـ ح ۲۲۶م) بوده، مقدسی بنای نیمی از شهر را در زمان اردشیر بابکان (حک: ۲۲۶–۲۴۱م)، مؤسس سلسله ساسانیان، و نیمِ دیگر را در زمان انوشیروان (حک: ۵۳۱–۵۷۹م) دانسته است. زرنگ، در دوره ساسانیان، در قیاس با دیگر شهرهای منطقه سیستان اهمیت بیشتری داشت و بسیار آباد بود. بهرام سوم (حک: ۲۹۳م) در دوره ولیعهدی با لقب سکان شاه در این شهر اقامت داشت.

## پس از اسلام
مقارن ورود مسلمانان به ایران، زرنگ مرکز فرماندهی سپاه ایران برای مقابله با آنها در این نواحی و چندی نیز محل اقامت پیروز، فرزند یزدگرد سوم، بود.
نخستین بار در سال ۲۳، عاصم بن عمرو زرنج را محاصره و آن را به صلح گشود. بار دیگر در سال ۳۰، ربیع حارثی به سبب نقض پیمان صلح زرنگ، با حمله به این شهر و کشتن بسیاری از مردم، مدافعان را مجبور به پذیرش شروط سنگین صلح کرد، چنان‌که در ازای صلح، یک هزار برده و جامِ زرین به دست به مسلمانان پیشکش کردند. پس از خروج ربیع در سال ۳۲ از شهر، مردم جانشین او را بیرون راندند که در پی آن، عبدالرحمان بن سَمُره بر آنان تاخت و مردم شهر با پرداخت دومیلیون درهم و دوهزار غلام در امان ماندند. عبدالرحمان، پس از آشوب‌های اواخر حکومت عثمان بن عفّان (حک: ۲۳–۳۵)، اُمَیربن اَحمَر یَشکُری را برآنجا گمارد و خود نزد عثمان رفت، که متعاقب آن، مردم زرنگ فرمانروای جدید را نیز از شهرشان بیرون راندند.
در سال ۳۷، پس از جنگ جَمَل، شماری از مخالفان امام علی علیه السلام، به همراه گروهی راهزن، شهر زرنج را مدتی تصرف کردند، اما از شهر بیرون رانده شدند.
ظاهراً براثر وضع خراج‌های سنگین بر مردم زرنگ و دیگر نقاط سیستان و به‌ویژه به سبب دوری ناحیه سیستان از مرکز خلافت امویان، این ناحیه یکی از اصلی‌ترین پایگاه‌های خوارج شده بود. در سال ۴۲، عبدالرحمان بن سمره بار دیگر والی سیستان شد و اختیار تمام شهرهای ناحیه، ازجمله زرنج، را به دست گرفت.
تااینکه در ۱۰۷، خوارج با کشتن بشرالحواری (رئیس شرطه‌های زرنگ) توانستند دوباره بر سیستان مسلط شوند. در دوره خلافت هارون الرشید (حک: ۱۷۰–۱۹۳)، زرنگ همچنین از منازعات علی بن عیسی بن ماهان (والی خراسان) با حمزه آذرک (از رهبران خوارج در سیستان و خراسان) در امان نبود و در پی این حوادث، در ۱۸۰، بسیاری از مردم زرنج به دست سپاهیان خلیفه قتل‌عام شدند.

## در زمان صفاریان
در زمان صفاریان، زرنگ همچنان مرکز سرزمین سیستان و شهری بزرگ و باشکوه بود.
بسیاری از اقدامات عمرانی و احداث بناها در شهر زرنگ، به دوره حکومت صفاریان در سیستان بازمی‌گردد. بناهای شهر خشتی و گلی بود و از چوب به سبب وجود موریانه استفاده نمی‌شد. بنابر نوشته جغرافی دانان سده چهارم، پیرامون (یا رَبَض) شهر زرنگ دارای بارویی با سیزده دروازه و چند بازار بود.
پس از ربض، خندقی گرداگرد شهر حفر شده بود که باروی شهر را، مشتمل بر پنج دروازه، دربرمی گرفت.
مهم‌ترین دروازه طعام نام داشت که بین آن و دروازه فارس، کاخ‌های یعقوب لیث (حک: ۲۴۷–۲۶۵) و نیز عمرو لیث (حک: ۲۶۵–۲۸۷) قرارداشت، بنای عظیمی به نام ارگ، که خزانه عمرولیث نیز بود بین دروازه‌های نیشک و کرکویه قرارداشت.
مسجدجامع، که یکی از دو مناره آن به فرمان یعقوب لیث ساخته شده، در مرکز شهر واقع بود. زندان شهر نیز نزدیک این مسجد قرارداشت.
بازارهای شهر، که یکی از آنها بین دروازه‌های فارس و مینا به طول نیم فرسنگ امتداد داشت، مسجدجامع را احاطه کرده بودند؛ مهم‌ترین بازار، با نام عمرولیث، وقف مسجدجامع شهر زرنگ و نیز مسجدالحرام (در مکه) شده بود.
سه نهر، پس از عبور از ربض به داخل شهر می‌رسیدند، که پس از جمع شدن آب آنها در دو حوض بزرگ، واقع در کنار مسجدجامع، به سوی خانه‌های بزرگان و اعیان شهر جریان می‌یافتند.

## انحطاط و نابودی
شهر زرنگ در سال ۷۵۸ هجری درنتیجه حملات امیر تیمور گورکانی تخریب و رو به نابودی رفت و سپس در سال ۸۱۱ هجری در نتیجه حملات شاهرخ تیموری به کلی ویران و نابود شد.